# Weinbau auf der Insel Gorgona

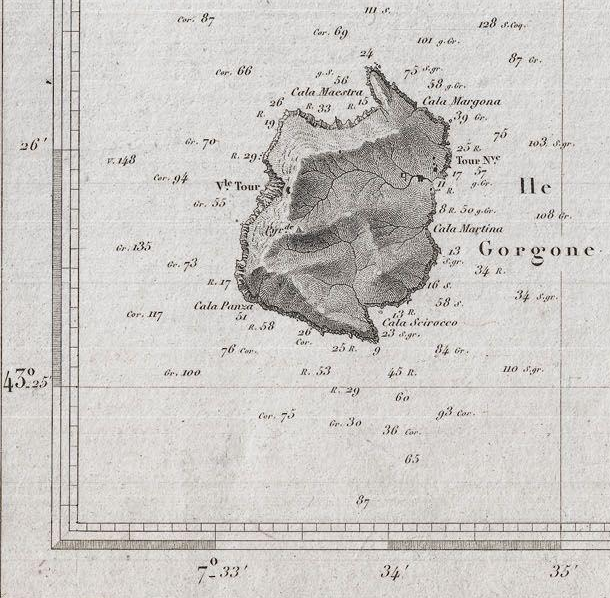
Ile Gorgone (Historische Karte mit Höhenprofil)

Weinbau auf der Insel Gorgona, die zur Toskana gehört, wird schon seit alters her betrieben. Seit dem Jahrgang 2013 engagiert sich der Weinunternehmer Vittorio de’ Frescobaldi auf der Insel Gorgona und füllt die dort abgefüllten Barrique-Fässer auf seiner heimischen Fattoria in Flaschen um. 
Seit 1869 dient die Insel als Gefängnisinsel. Die Weinproduktion ist Teil der Resozialisierungsmaßnahmen, die die langjährigen Häftlinge auf ihre Freiheit vorbereiten sollen. Alle Gefangenen haben mindestens 15 Jahre Haft und dürfen in dieser Zeit nicht auffällig geworden sein, bevor sie für dieses Projekt vom Festland auf die Insel verlegt werden. Neben dem jüngsten Glied der Landwirtschaft, dem Weinbau, werden auch andere Ackerkulturen gehegt sowie Schafe und Kühe zur Käsebereitung gehalten.

## Rebflächen
Auf der 2,25 km² großen und bis zu 225 m hohen Insel stehen unterschiedliche Flächen zur landwirtschaftlichen Nutzung zur Verfügung; nur ein Hektar davon ist dem Weinanbau vorbehalten. Rebflächen finden sich am Südhang des zur Nordküste hin abriegelnden Höhenzuges Il Campone, dessen pedoklimatische Eigenschaften und geologischen Voraussetzungen für Lamberto Frescobaldi, Präsident des gleichnamigen Handelshauses, ideal sind. Dieses Tal ist gut gegen die hier vorherrschenden Nord- und Nordwestwinde geschützt, aber trotzdem gut durchlüftet. Der sandige Boden ist für die hier wachsenden Sorten Vermentino und Ansonica als Terroir hervorragend geeignet. Für das Weingut spielen nach eigenen Angaben für dieses Engagement nur soziale und keine wirtschaftlichen Gründe eine Rolle, was bei dem enormen Aufwand für diese im Verhältnis zur eigenen Anbaufläche winzigen Parzelle nachvollziehbar ist.

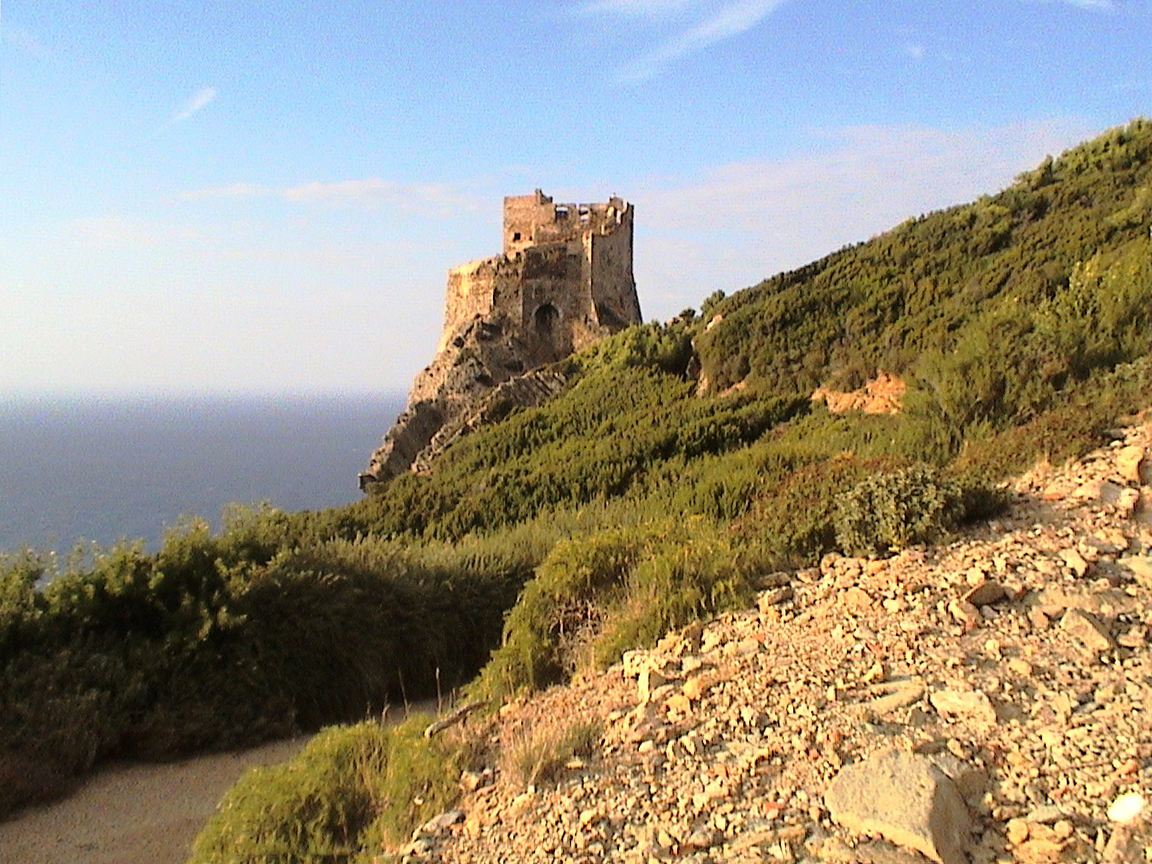
Landschaftsgestalt auf der Insel mit dem „Alten Turm“ an der Westküste

Mögliche Zuwendungen in Form von Gerätschaften werden aus Angst vor verpflichtenden Gegenleistungen behördlicherseits abgelehnt. Entsprechend schwierig ist die Weinbereitung in der Gefängniskellerei, die selbst ohne Temperaturkontrolle stattfindet. Die Gärung erfolgt in Stahltanks, von denen eine Reihe von Abstichen erfolgt. Barriquefässer dienen dann dem unproblematischen Transport, so, wie auch früher diese kleinen Fässer dem Transport vorbehalten waren.
Der erste Jahrgang unter Frescobaldi erbrachte 2700 Flaschen, die ab 50 Euro gehandelt werden. 120 davon sind für den deutschen Markt vorgesehen und kosten hier ab 65 Euro. Diese Preise entsprechen den hochwertigen Cru-Weinen, die das Handelshaus Frescobaldi sonst auf den Markt bringt.